# 2. Deutsche Volleyball-Bundesliga 1988/89 (Frauen)
Die Saison 1988/89 der 2. Volleyball-Bundesliga der Frauen war die dreizehnte Ausgabe dieses Wettbewerbs.

## 2. Bundesliga Nord
Meister und Aufsteiger in die 1. Bundesliga wurde der Hamburger SV. Absteigen musste der VfL Telstar Bochum, der VC Misburg und der VC Essen-Borbeck zogen sich zurück.

### Mannschaften
In dieser Saison spielten folgende zehn Mannschaften in der 2. Bundesliga Nord der Frauen:
- VfL Telstar Bochum
- TvdB Bremen
- SW Elmschenhagen
- VC Essen-Borbeck
- Hamburger SV
- VG Alstertal-Harksheide
- VfL Hannover
- Post SV Köln
- VC Misburg
- 1. VC Schwerte II

Absteiger aus der 1. Bundesliga war der Post SV Köln. Aufsteiger aus der Regionalliga waren der VC Misburg (Nord) und der 1. VC Schwerte II (West).

### Tabelle
|                         | Verein               | Spiele | Punkte | Sätze |
| ----------------------- | -------------------- | ------ | ------ | ----- |
| 1.                      | Hamburg              | 18     | 30:6   | 49:19 |
| 2.                      | Alstertal-Harksheide | 18     | 26:10  | 43:22 |
| 3.                      | Elmschenhagen        | 18     | 24:12  | 44:27 |
| 4.                      | Hannover             | 18     | 22:14  | 38:31 |
| 5.                      | Essen                | 18     | 20:16  | 38:38 |
| 6.                      | Bremen               | 18     | 16:20  | 33:36 |
| 7.                      | Köln                 | 18     | 16:20  | 31:35 |
| 8.                      | Misburg (N)          | 18     | 12:24  | 27:40 |
| 9.                      | Schwerte II (N)      | 18     | 10:26  | 26:44 |
| 10.                     | Bochum               | 18     | 4:32   | 14:51 |
| Stand: Abschlusstabelle |                      |        |        |       |

|     | Aufsteiger in die Bundesliga               |
|     | Absteiger in die Regionalliga bzw. Rückzug |
| (A) | Absteiger aus der 1. Bundesliga            |
| (N) | Aufsteiger aus der Regionalliga            |

## 2. Bundesliga Süd
Meister und Aufsteiger in die 1. Bundesliga wurde der VC Straubing. Absteigen mussten Eintracht Wiesbaden und Eintracht Frankfurt.

### Mannschaften
In dieser Saison spielten folgende zehn Mannschaften in der 2. Bundesliga Süd der Frauen:
- TuS Ahrweiler
- Orplid Darmstadt
- Eintracht Frankfurt
- Bayern Lohhof II
- TG 1862 Rüsselsheim
- VC Straubing
- TuS Stuttgart
- TSG Tübingen
- 1. VC Wiesbaden
- Eintracht Wiesbaden

Absteiger aus der 1. Bundesliga war die TG Rüsselsheim. Aufsteiger aus der Regionalliga waren der VC Straubing (Süd) und Eintracht Frankfurt (Südwest).

### Tabelle
|                         | Verein           | Spiele | Punkte | Sätze |
| ----------------------- | ---------------- | ------ | ------ | ----- |
| 1.                      | Straubing (N)    | 18     | 36:0   | 54:6  |
| 2.                      | Rüsselsheim (A)  | 18     | 32:4   | 48:18 |
| 3.                      | Tübingen         | 18     | 28:8   | 45:18 |
| 4.                      | Darmstadt        | 18     | 20:16  | 38:36 |
| 5.                      | Ahrweiler        | 18     | 16:20  | 28:40 |
| 6.                      | 1. VC Wiesbaden  | 18     | 14:22  | 35:39 |
| 7.                      | Lohhof II        | 18     | 14:22  | 30:38 |
| 8.                      | Stuttgart        | 18     | 12:24  | 27:39 |
| 9.                      | Eintr. Wiesbaden | 18     | 6:30   | 21:50 |
| 10.                     | Frankfurt (N)    | 18     | 2:34   | 11:53 |
| Stand: Abschlusstabelle |                  |        |        |       |

|     | Aufsteiger in die Bundesliga    |
|     | Absteiger in die Regionalliga   |
| (A) | Absteiger aus der 1. Bundesliga |
| (N) | Aufsteiger aus der Regionalliga |